# تي (أمر)
في الحوسبة، تي (أمر) أو tee هو أمر في واجهة سطر الأوامر ( قشرة ) باستخدام الجداول القياسية التي تنص على الإدخال القياسي ويكتب إلى كل من الإنتاج القياسي وملفات واحد أو أكثر، تكرار فعال مدخلاته. يستخدم بشكل أساسي مع بيب لاين يونكس . تتم تسمية الأمر على اسم T-splitter .

## نظرة عامة

مثال على استخدام نقطة الإنطلاق: تتم إعادة توجيه إخراج إلى نقطة الإنطلاق التي تنسخها إلى ملف file.txt وإلى النداء اسم تي يأتي من هذا المخطط - يبدو وكأنه الحرف الكبير T

عادةً ما يتم استخدام الأمر tee لتقسيم إخراج البرنامج بحيث يمكن عرضه وحفظه في ملف. يمكن استخدام الأمر لالتقاط الإخراج الوسيط قبل أن يتم تبديل البيانات بواسطة أمر أو برنامج آخر. يقوم الأمر tee بقراءة الإدخال القياسي ، ثم يكتب محتواه إلى الإخراج القياسي . يقوم في نفس الوقت بنسخ النتيجة في الملف (الملفات) أو المتغيرات المحددة. يختلف بناء الجملة اعتمادًا على تطبيق الأمر.

## تطبيقات
يتوفر الأمر ل يونكس وشبيه يونكس أنظمة التشغيل ، OS-9 ، دوس (على سبيل المثال 4DOS ، فري ) و مايكروسوفت ويندوز (على سبيل المثال 4NT ، باور شيل ). تمت كتابة الأمر tee لينكس بواسطة مايك باركر و ريتشارد ستولمن و ديفيد ماكنزي. تم تطوير نسخة فري دوس بواسطة جيم هول ‏ .